# Handeliobryum sikkimense
Handeliobryum sikkimense là một loài Rêu trong họ Neckeraceae. Loài này được (Paris) Ochyra miêu tả khoa học đầu tiên năm 1986.